# Liste von Bergen und Erhebungen in Guinea
Dies ist eine Liste von Bergen und Erhebungen in Guinea:
| Bild | Name                | Höhe   | Gebirge             | Region                     | Lage                    | Bemerkung                                        |
| ---- | ------------------- | ------ | ------------------- | -------------------------- | ----------------------- | ------------------------------------------------ |
| 1    | Mont Richard-Molard | 1752 m | Nimbaberge          | Lola, Nzérékoré, Guinea    | !507.6170005491.5830005 | höchste Erhebung; auch Mont Nimba                |
| 0 BW | Pic de Fon          | 1658 m | Simandou-Hügelkette | Macenta, Nzérékoré, Guinea | !508.5388895491.0958335 |                                                  |
| 1    | Mont Loura          | 1538 m |                     | Mali, Labé, Guinea         | !512.1122605487.7364505 | höchste Erhebung im Fouta Djallon (Mittelguinea) |
| 0 BW | Mont Tinka          | 1372 m |                     | Dabola, Faranah, Guinea    | !510.7157405487.7478005 |                                                  |
| 1    | Kakoulima           | 1011 m |                     | Coyah, Kindia, Guinea      | !509.7710005486.5550005 |                                                  |
| 0 BW | Kambo               | 836 m  |                     | Kindia, Kindia, Guinea     | !509.7210005486.9470005 |                                                  |
| 0 BW | Belakaniaré         | 751 m  |                     | Kindia, Kindia, Guinea     | !509.8210005486.9350005 |                                                  |
| 0 BW | Bonkoui             | 719 m  |                     | Kindia, Kindia, Guinea     | !509.6680005486.9390005 |                                                  |
| 0 BW | Kankharé            | 682 m  |                     | Kindia, Kindia, Guinea     | !509.7090005486.8220005 |                                                  |
| 0 BW | Moïnahi             | 681 m  |                     | Mali, Labé, Guinea         | !512.2260005487.6070005 |                                                  |
| 0 BW | Sinbann             | 654 m  |                     | Mali, Labé, Guinea         | !512.0060005488.2320005 |                                                  |
| 0 BW | Dandomakhouré       | 642 m  |                     | Coyah, Kindia, Guinea      | !509.8630005486.6170005 |                                                  |
| 0 BW | Taban               | 630 m  |                     | Dubréka, Kindia, Guinea    | !509.9070005486.4090005 |                                                  |